# Hôtel des Fermes (Marennes)
L'hôtel des Fermes, bâti au XVIe siècle, est situé 82 rue Georges-Clemenceau à Marennes, en France. L'immeuble a été inscrit au titre des monuments historiques en 1927.

## Historique
Il est le siège du bureau des Fermes sous l'Ancien régime.
Il accueille par la suite la Chambre des notaires.
Le bâtiment est inscrit au titre des monuments historiques par arrêté du 4 février 1927.

## Architecture

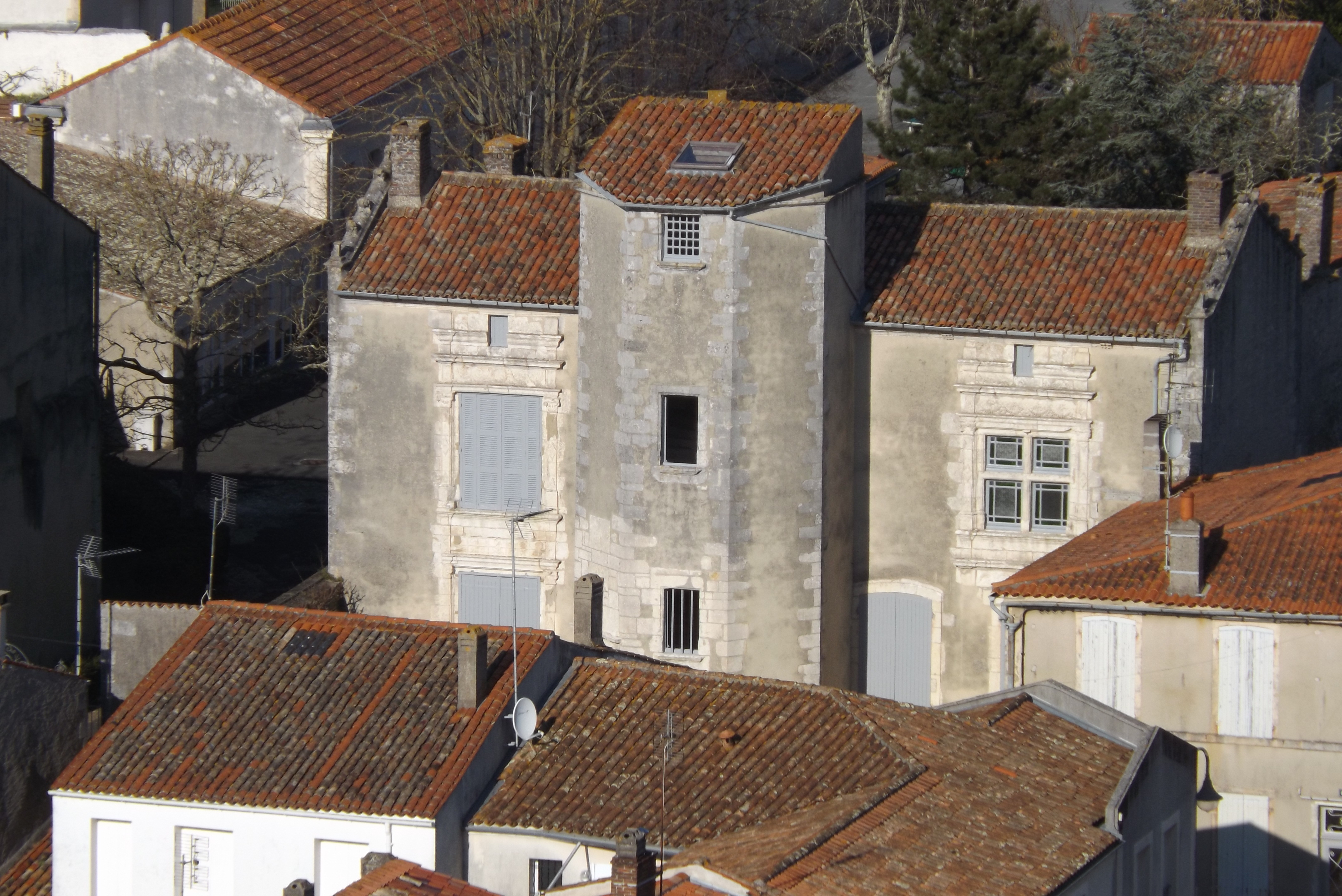